# Eighdays
『Eighdays』（エイデイズ）は、SUPER EIGHTの楽曲。2024年7月31日に11枚目のフル・アルバム『SUPER EIGHT』の収録曲としてINFINITY RECORDSから発売された。アルバムの発売に先駆け、同年7月18日に先行配信された。作詞・作曲はsumikaの片岡健太。

## 概要
- 本曲はsumikaの片岡健太からの楽曲提供であり、作詞・作曲は片岡、編曲は宮田'レフティ'リョウが担当[8][9][12]。
  - 片岡はSUPER EIGHTに対して「時間だけでは測りきれない苦悩や葛藤、そして喜びの先で辿り着いた20周年に心の底から尊敬します。全力で駆け抜けたSUPER EIGHTを祝いたい人が大勢待っていると思います。そして、僕もその1人です。デビュー20周年おめでとうございます」というメッセージを送っている[13]。
- 2024年7月31日に発売された11thアルバム『SUPER EIGHT』に収録された[6][7][8][9]。
- タイトルの「Eighdays」は片岡による造語である[14]。
- 本曲の歌詞は、SUPER EIGHTの順風満帆ではなかったデビュー20年の軌跡とそれらを抱えて漕ぎ出すこれからの未来が表現されている[14][10][11][4][5]。
  - なお、丸山は本曲のデモ音源を聴いた時に泣いてしまったという[14]。
- 2024年7月6日に出演した日本テレビ系『THE MUSIC DAY 2024』で本曲をテレビ初披露し、耳馴染みのよいメロディとグループの軌跡を描き出した歌詞がSNSを中心に話題となり、ファンの期待に応える形でSUPER EIGHT初のデジタル先行配信[注 1]が決定し、同年7月18日に各配信サイトにて先行配信された[10][11][4][5]。
- 2024年9月22日にSUPER EIGHTが全国デビュー20周年を迎えることを記念し、森永製菓『チョコモナカジャンボ』および『バニラモナカジャンボ』の「SUPER EIGHT 祝20周年ムービー」が制作され、同映像のCMソングとして本曲が起用された[15][16][17]。
  - 同映像では、過去にSUPER EIGHT（関ジャニ∞）が出演してきた『チョコモナカジャンボ』や『バニラモナカジャンボ』のテレビCM「『暑い夏』編」「『いろいろジャンボ』編」「『刑事ドラマ』編」「『ジャンボなバニラ』編」「『続・いろいろジャンボ』編」「『アイスケース』編」「『チョコミミ』編」「『タイムトラベル』編」「『分け合えるアイス』編」「『ジャンボタウン』編」「『バニラの世界』編」「『ジャンボランド』編」を振り返りながら、SUPER EIGHTのデビュー20周年が祝福され、森永製菓とともに歩んだ8年間への感謝が伝えられる内容となっている[15][16][17]。
  - 同映像は、同年9月15日放送のテレビ朝日系『EIGHT-JAM』内にて、一夜限りのテレビCMとして放送された[15][16][17]。
  - さらに、「SUPER EIGHT"祝20周年"ジャンボといっしょに。」という文言とともに、これまで出演したテレビCMのキービジュアルをまとめた雑誌広告や屋外広告も展開された[15][16][17]。

## 制作

### タイトル・楽曲への想い
楽曲を制作したsumikaの片岡健太は、楽曲提供のオファーがSUPER EIGHTの20周年というタイミングだったため、「これまで応援してきたファンやそれを歌うメンバーが、これまでの歩みを肯定できる楽曲になってほしい」という願いを込めて制作したという。
タイトルは片岡による造語であり、エイトの日々を連想した「Eightdays」と、一日一日が覚悟を持ったものの連続であるという「a day」、さらに、関西の香りを出すために「ええで」を混ぜて「Eighdays」となった。
アルバム『SUPER EIGHT』では、本曲の次に「次回予告」があり、この2曲でファンに向けて「僕たちはここで終わらずに今後も先へ進んで行きます」という意思表示を込めてこの曲順となった。

### 歌詞
歌詞の「エイデイ 僕らは旅に出る」と「ええで 僕らは傷重ね」で「Eighdays」を表現している。
安田は歌詞に対して「色んなものを乗り越えてファンにここまで連れてきてもらえたことをそのまま歌詞にしている」と感じており、「雨のち雨」や「冬のち冬」という部分は、安田の病気やメンバーの脱退、コロナ禍などグループとして様々な決断と困難があったこととリンクしており、それでも前を向いて活動し続けてきて、「行方知れずの未来もいいじゃん」「果てない枯れない 譲れない願いを添えて」という部分でグループの未来を描いているという。
柔らかな精神状態ながらも、「もう何にも負けない」という強い意志が譲れない願いとして届けられており、ファンと共に歩んできた道を共有できるような歌詞となっている。
20周年を迎えたグループの軌跡を描いた歌詞となっているため、『ミュージックステーション』（テレビ朝日系列）に出演した際には、その内容に合わせてスタジオ後方のスクリーンに、内博貴・渋谷すばる・錦戸亮を含めたこれまで同番組に出演した際の様子を集めた特別映像が流れた。
これまでのSUPER EIGHTの応援ソングは至近距離で鼓舞するような歌詞の曲が多かったが、本曲は数歩下がったところからそっと背中を支えてくれるような優しさがある、心地好い距離感の応援ソングとなっている。

### 曲調
そよ風のように優しく背中をプッシュアップしてくれるような曲調となっており、若い時のSUPER EIGHT（関ジャニ∞）の楽曲は熱い曲も多かったが、年齢を重ねて肩に力が入らずに済むようになった今だからこそ歌うことができる楽曲となっている。

### レコーディング
丸山はどのパートを担当しても良いように、事前に自宅で曲の世界観を自分に入れ込むといい、最初は歌詞とメロディを入れ、次に気持ちを込めながら歌い、途中で一度頭を真っ白にしてからもう一度デモを聞くという。その中で、「Eighdays」というタイトルの意味を調べながら自分なりに解釈し、「生きていたら大変なことは多くあって一週間がより長く感じることもある」というイメージを持ちながら改めて歌詞を読むと泣きそうになったといい、それでも「このイメージを踏まえて思い切り歌ってみよう」と歌ってみたものの、やはり途中から歌えなくなってしまったという。
丸山は楽曲を制作した片岡に対して「僕たちのことを凄く素敵な解き方をしてくれたなと思って、いたく感動しました」と語っている。

## プロモーション

### 2024年
- 6月25日、後述のアルバム『SUPER EIGHT』の収録曲が発表され、本曲が同作に収録されることが発表された[6][7][8][9][12]。
- 7月6日、日本テレビ系『THE MUSIC DAY 2024』にて、本曲がテレビ初披露された[23]。
  - なお、前日に安田が右手中指の治療による活動休止を発表し[24]、同番組にも出演しなかったため、安田を除く4人バージョンでの披露となった[25][26][27]。
- 7月17日、本曲の先行配信が発表された[28]。
- 7月18日、本曲が各配信サイトにて先行配信された[28][10][11][4][5]。
- 7月31日、11thアルバム『SUPER EIGHT』の収録曲として本曲が発売された[6][7][8][9][12]。
- 8月16日、テレビ朝日系『ミュージックステーション』にて、本曲の安田を含めた5人バージョンがテレビ初披露された[29]。
- 9月12日、SUPER EIGHTのデビュー20周年を記念し、森永製菓『チョコモナカジャンボ』および『バニラモナカジャンボ』による「SUPER EIGHT 祝20周年ムービー」が公開され、本曲がCMソングとして起用された[15][16][17]。
- 9月15日、テレビ朝日系『EIGHT-JAM』内にて、本曲がCMソングとして使用された前述の『チョコモナカジャンボ』および『バニラモナカジャンボ』の「SUPER EIGHT 祝20周年ムービー」が一夜限りのテレビCMとして放送された[15][16][17]。

### 2025年
- 2月4日、23rdライブBlu-ray/DVD『超ARENA TOUR 2024 SUPER EIGHT』の発売が決定したことに伴い、同作の映像を使用した本曲のハイライトムービーが公開された[30]。

## チャート成績
- オリコンチャート
  - 初日1,097ダウンロードを記録し、2024年7月18日付の「オリコンデイリー デジタルシングル（単曲）ランキング」で初登場2位を獲得した[1]。
  - 初週1,287ダウンロードを記録し、2024年7月29日付の「オリコン週間 デジタルシングル（単曲）ランキング」で週間39位を獲得した[2]。
- Billboard JAPAN
  - 2024年7月24日公開の「Billboard Japan Download Songs」で週間39位を獲得した[3]。

## クレジット

### 作詞・作曲・編曲
- 作詞・作曲：片岡健太
- 編曲：宮田'レフティ'リョウ

### 参加ミュージシャン
※アルバム『SUPER EIGHT』のクレジットより。
- Drums：片山タカズミ
- E.Bass：宮田'レフティ'リョウ
- A & E.Guitar：真壁陽平

## タイアップ
- 森永製菓『チョコモナカジャンボ』『バニラモナカジャンボ』「SUPER EIGHT 祝20周年ムービー」CMソング[15][16][17]

## 収録作品

### アルバム
- 11thアルバム『SUPER EIGHT』

### 映像作品

#### ライブ映像
- 23rdライブBlu-ray/DVD『超ARENA TOUR 2024 SUPER EIGHT』

## テレビ歌唱
- THE MUSIC DAY 2024（2024年7月6日、日本テレビ）[23]

※活動休止中の安田を除く4人バージョンでの披露。
- ミュージックステーション（2024年8月16日、テレビ朝日）[29][22]
- MUSIC FAIR（2024年8月17日、フジテレビ）[31]
- ベストヒット歌謡祭2024（2024年11月14日、読売テレビ・日本テレビ）[32]